# Appias indra
Appias indra é uma pequena borboleta da família Pieridae, isto é, as amarelos e as brancas, que é encontrada no sul e sudeste da Ásia.

## Alimentação
Esta borboleta alimenta-se de Drypetes oblongifolia e Putranjiva roxburghii, ambas da família de plantas Putranjivaceae.